# Danmarks padder og krybdyr
Danmarks padder og krybdyr består af 14 paddearter og syv krybdyrarter (hvoraf én er invasiv). De er alle i dag truet i større eller mindre grad.

## Padder

### Frøer og tudser
- Butsnudet frø (Rana temporaria) (NT)
- Grøn frø (Rana esculenta) (LC)
- Grønbroget tudse (Pseudepidalea viridis) (EN)[1]
- Klokkefrø (Bombina bombina) (NT)
- Latterfrø (Rana ridibunda) (EN)
- Løgfrø (Pelobates fuscus) (VU)
- Løvfrø (Hyla arborea) (NT)
- Skrubtudse (Bufo bufo) (LC)
- Spidssnudet frø (Rana arvalis) (NT)
- Springfrø (Rana dalmatina) (LC)
- Strandtudse (Bufo calamita) (EN)

### Salamandre
- Bjergsalamander (Ichthyosaura alpestris (LC)[2])
- Lille vandsalamander (Lissotriton vulgaris (LC)[3])
- Stor vandsalamander (Triturus cristatus) (LC)

Af padderne er 15 arter  vurderet  på den danske rødliste 2019:
- (EN) Truede arter: strandtudse, grønbroget tudse, latterfrø samt bestande på Bornholm af en særlig krydsning mellem grøn frø han og latterfrø hun.
- (VU) Sårbar: Løgfrø
- (NT) Næsten truet: løvfrø, butsnudet frø,  klokkefrø og spidssnudet frø
- (LC) livskraftig/ikke truet: bjergsalamander, lille vandsalamander, stor vandsalamander, skrubtudse, grøn frø og springfrø. [4]

## Krybdyr

### Skildpadder
- Europæisk sumpskildpadde (Emys orbicularis)
- Rødøret og Guløret terrapin (Trachemys scripta elegans, Trachemys scripta scripta) (invasiv art)

### Slanger og øgler
- Skovfirben (Lacerta vivipara)
- Hugorm (Vipera berus)
- Markfirben (Lacerta agilis)
- Snog (Natrix natrix)
- Stålorm (Anguis fragilis)

Af krybdyrene er kun markfirben vurderet som sårbar på den danske rødliste 2019; For hugorm, snog, stålorm og skovfirben blev bestanden vurderet som livskraftig/ikke truet LC.